# Quinto Emilio Lepido
Quinto Emilio Lepido (in latino Quintus Aemilius Lepidus; fl. 21 a.C.–15 a.C.) è stato un politico romano, attivo nei primi anni dell'Impero romano.

## Biografia
Membro della gens Aemilia e della famiglia dei Lepidi, era figlio di Manio Emilio Lepido, console nel 66 a.C.
Ricoprì la carica di console nel 21 a.C. con Marco Lollio. In un'iscrizione, riportata da Johann Albert Fabricius, viene menzionato insieme a Marco Lollio perché durante il loro consolato restaurarono il ponte Fabricio. Fu inoltre proconsole della provincia romana dell'Asia nel 15 a.C.